# Peter Swenson
Peter Swenson, född 28 oktober 1976 i Varberg, är en svensk lerduveskytt och före detta handbollsspelare.
Swenson vann SM-guld i handboll för juniorer med HK Aranäs 1994.
Swenson tävlar i lerduveskytte och är dubbel svensk mästare i nordisk trap 2013 och 2014, och är därmed en av få personer som har blivit svensk mästare i två olika sporter.